# 貝爾格勒地鐵

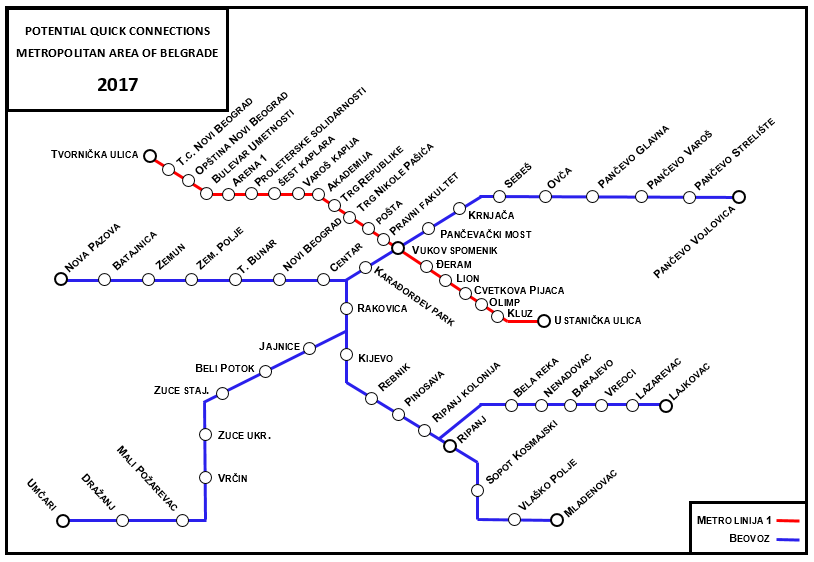
2017年預期線路網

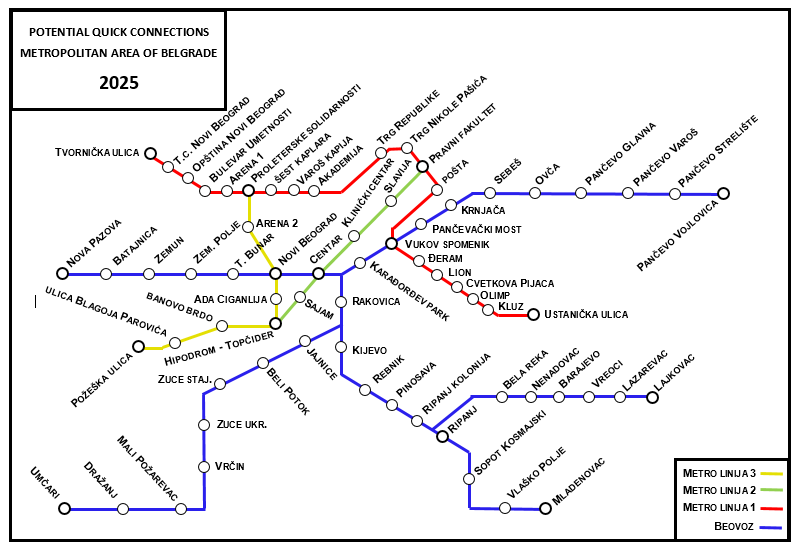
2025年預期線路網

貝爾格勒地鐵是塞爾維亞首都貝爾格勒正在計劃中的地鐵交通系統。貝爾格勒地鐵的構想可以追溯至1950年，不過由於經濟等原因，貝爾格勒地鐵建設計劃始終未能實施。建成後將會是前南斯拉夫地區第一個地鐵系統。
貝爾格萊德都會區有一百七十多萬人口，經常有交通擠塞，為城市的交通帶來壓力。然而現時的交通系統無法有效將大量乘客由郊區運輸至市區。同時，現有的市郊鐵路系統「Beovoz」因基礎設施不足以及車輛老舊，未能發揮其預期的成效。建造地鐵是一個減輕這些問題的方法。

## 歷史

### 1950及60年代
1950年代，城市規劃者早已考慮在貝爾格萊德引入地鐵。自從1950年代「都市總規劃」以來便已經有數個地鐵建造方案。第一個方案在1958年由建築師尼古拉·杜布洛維奇提議，包含一條經由卡勒梅格丹、特雷茲吉、斯拉維亞廣場及丘布拉的路線。
1968年，一個綜合性的方案出現。這個方案有三條路線，總長度33公里，共有35個車站。

### 1970年代

1976年的計劃

在1970年代布蘭科·佩西奇擔任市長期間，他決定建造新的貝爾格萊德鐵路樞紐，這包含穿過弗拉查爾及德迪涅的隧道。在鐵路樞紐完成後，貝爾格萊德的首席城市規劃師布兰尼斯拉夫·約温亦開始規劃建設地鐵。
最具規模的規劃於1970年代出現，但一條也未成功建設。1976計劃中，規劃師們設想了五條路線。

### 1980年代
1981年12月，貝爾格萊德地鐵的規劃完成，並上呈市議會。其中一個提議是請求蘇聯援建，以免南斯拉夫政府債臺高築。然而此建議遭斯洛文尼亞和克羅地亞反對，計劃因而告吹。
本來在1976年規劃的地鐵方案遭放棄， 以便擴展貝爾格萊德電車的網絡。貝爾格萊德地鐵規劃的第一章就這樣不光彩地腰斬。之後數度有人重提此計劃，但都祇是為了短期的政治利益。

### 1990年代
南斯拉夫在1980年代末開始的的經濟危機在1990年代形勢變得更惡劣，而其他加盟國之間的戰爭以及經濟制裁更令其百上加斤。然而在1995年貝爾格萊德鐵路樞紐完工後，貝爾格萊德地鐵再次被提上議程。根據官員說法，地鐵有一條橫越薩瓦河的大橋。
最先啟用的地鐵站為吳克紀念碑和卡拉喬爾傑公園在1995啟用，並納入市郊鐵路系統“Beovoz”。這兩站位於已放棄的地鐵項目隧道中，結構與普通地鐵站十分相似。
1997年，時任市長佐蘭·金吉奇承諾會興建地鐵，但在2000年放棄計劃。

### 2000年代

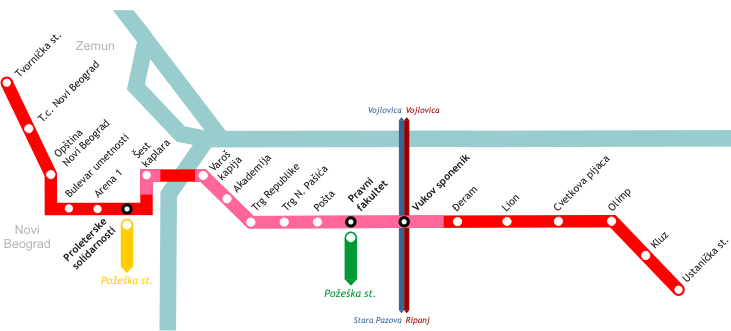
2004年計劃

2004年3月7日， 貝爾格萊德輕鐵 () 項目正式發表。徵詢兩所顧問公司的意見後得出的結論是：貝爾格萊德應興建輕軌。這個輕軌項目納入2003年的城市總規劃中，計劃於2006年開工、2012年開放首階段、2021年全部完工。
然而此決定遭到諸多城市規劃師的批評，以約温為首的一批城市規劃師與支持興建輕軌的親市政府人士之間意見分歧。當時曾有宣佈工程會在下年春季開始，但未成事，而輕鐵計劃亦無疾而終。
2004年之後，計劃稍有改變。新的輕鐵規劃有三條路線。工程計劃於2008年開始，2013年啟用第一條路線，耗資約4億5千萬歐元。
2008年末，時任市長德拉甘·吉拉斯表示，依照1976年的計劃建地鐵比興建輕鐵更像話。在全國基礎設施理事會的會議中，基礎設施部長米盧廷·米爾孔伊奇表示，貝爾格萊德地鐵是塞爾維亞之中，繼公路及鐵路之後，第三重要的工程。儘管貝爾格萊德地鐵已成全國話題，此時仍未有明確計劃。

### 2010年代
2010年，政府決定兩年內開始建設地鐵。第一條線為東西線，在新貝爾格萊德為高架路段，之後進入地下，穿過市中心以及鄰近區域。第二條路線為南北線，穿過市中心建設好的隧道。兩條線將會在未完成的貝爾格萊德中央（普羅科普）車站附近交匯。
政府尚未為地鐵項目集資，有人推測法國或俄國將會成為地鐵的資金來源。
2011年11月，有消息指地鐵將會在法國公司的合作／援助下建造。Egis集團帶出地鐵建造的整體概念，阿爾斯通負責鋪軌，電氣化，信號設備和車輛。地鐵工程再次宣佈於兩年後開始。
部份資料指出，本地鐵系統全長36公里，共55車站；亦有部份指出，系統全長15公里，共25車站；平均速度約為每小時28.2公里，工期約十年，每公里約需6千萬歐元。
2011年12月，法國政府討論給予塞爾維亞十億歐元以興建地鐵的動議。
第一條地鐵路線預料於2017年啟用。該路線由貝爾格萊德市中心的烏斯塔尼奇卡街 (Ustanička) 到澤蒙的特沃爾尼奇卡街 (Tvornička)。
2014年，貝爾格勒市長宣布貝爾格勒地鐵將在2016年開工，法國可能會支援興建。

## 外部連結
- Map （页面存档备份，存于）
- Photos of stations and trains （页面存档备份，存于）